# Morti nel 323 a.C.
| Questa pagina contiene informazioni ricavate automaticamente dalle voci biografiche con l'ausilio del template Bio e di un bot. L'aggiornamento è periodico e automatico e ricostruisce completamente la pagina. Se manca una persona in questa lista, sei pregato di non aggiungerla, ma accertati piuttosto che la sua voce biografica contenga il template Bio e che i dati anagrafici siano correttamente compilati. Se il template Bio manca, inseriscilo tu stesso o, in alternativa, metti l'avviso {{tmp\|Bio}} che ne segnala la mancanza. Se i dati riportati sono sbagliati, correggi direttamente la voce biografica; le modifiche saranno visibili in questa lista entro pochi giorni. Per chiarimenti vedi il progetto biografie. La lista contiene solo le 10 persone che sono citate nell'enciclopedia e per le quali è stato implementato correttamente il template Bio. Pagina aggiornata al 27 gen 2025. |

- 10 giugno - Diogene di Sinope, filosofo greco antico
- Alessandro Magno, condottiero e militare macedone antico (n. 356 a.C.)
- Arpalo, nobile macedone antico
- Calano, filosofo, predicatore e mistico indiano (n. 398 a.C.)
- Cynane, nobile macedone antica (n. 359 a.C.)
- Dripetide, principessa persiana
- Leostene, militare ateniese
- Parisatide II, principessa persiana
- Sisigambi, principessa persiana
- Statira II, principessa persiana